# 白A
白A（しろエー）は2002年10月に宮城県宮城広瀬高等学校の同級生を中心に仙台市で結成されたパフォーマンス集団である。「SIRO-A」とも表記される。
2009年から「芸能事務所アミューズ」に所属していたが、2019年4月に「合同会社白A」として独立した。

## 概要
空間やステージ上に演出される映像である「プロジェクションマッピング」を使用し、「パフォーマンス」と「テクノサウンド」を融合させた近未来型エンターテイメント集団である。アメリカの国民的オーディション番組「アメリカズ・ゴット・タレント」にてアジア人初のゴールデンブザー賞を獲得した。これまでに世界30ヵ国で500公演以上を行い、10万人以上のオーディエンスを動員した。
「日本にブロードウェイを作ろう！」をモットーとし、日本に世界中の人が誰でも楽しめるエンターテイメントとして「観光観劇」の文化の形成を目標としている。

## メンバー
- 菱沼勇二 - 演出、ディレクター
- 阿部俊紀 - 表現者
- 佐藤良介 - プログラマー、代表社員
- 岩井宏行 - サウンドプログラマー
- DAIKI - 表現者、振付師
- 川島啓介 - 表現者
- 則兼大地 - 映像作家
- 増島久子 - マネージャー
- YOHEI - 振付師、表現者
- 遠藤那央斗 - 表現者
- ウエムラシューヘイ - コンポーザー

## 出演

### テレビ番組

#### レギュラー
- にほんごであそぼ（2014年3月31日 - 、NHK Eテレ）

#### ゲスト
- 世界まる見え!テレビ特捜部（2011年10月3日、日本テレビ）
- はなまるマーケット（2011年3月19日、TBSテレビ）
- 行列のできる法律相談所（2012年4月22日、日本テレビ）
- スッキリ!!（2012年4月25日・2015年1月9日、日本テレビ）
- 地球テレビ エル・ムンド（2012年11月21日、NHK BS1）
- 奇跡体験!アンビリバボー（2012年12月13日・2016年1月2日、フジテレビ）
- 日10☆演芸パレード（2013年2月10日、毎日放送）
- 心ゆさぶれ!先輩ROCK YOU（2013年6月29日、日本テレビ）
- The Slammer ReturnsU（2013年10月18日、ドイツ、CBBC）
- 第40回日本賞授賞式 ～輝け!教育コンテンツ世界一～（2013年11月2日、NHK Eテレ）
- 今やるべき知るべきレコメンド話まとめ（2013年11月15日、フジテレビ）
- TV TOTAL（2014年1月13日、ドイツ）
- DAS GROSSE FEST DER BESTEN（2014年1月18日、ドイツ）
- SMAP×SMAP（2014年3月10日、フジテレビ)
- なんでもワールドランキング ネプ&イモトの世界番付（2014年4月4日・2015年10月16日、日本テレビ）
- 世界1のSHOWタイム～ギャラを決めるのはアナタ～（2014年6月23日、日本テレビ）
- あらあらかしこ（2016年6月28日、仙台放送）
- 24時間テレビ37 ～小さなキセキ、大きなキセキ～（2014年8月31日、日本テレビ）
- コンテンツビジネス最前線 ジャパコンTV（2014年9月12日、BSフジ）
- SENSORS（2015年1月24日、日本テレビ）
- TOKYO DESIGNERS WEEK.tv（2015年6月8日・15日、BS日テレ）
- America's Got Talent-season10 Live Show Round（2015年8月11日・12日、アメリカ、NBC）
- America's Got Talent-season10 Semi-Fina（2015年9月1日、アメリカ、NBC）
- America's Got Talent-season10 Result Show（2015年9月2日、アメリカ、NBC）
- おはスタ（2016年9月13日、テレビ東京）
- 今夜くらべてみました（2018年7月25日、日本テレビ）
- 第69回NHK紅白歌合戦（2018年12月31日、NHK）
- 石橋貴明のたいむとんねる（2020年2月17日、フジテレビ）
- ニンゲン観察バラエティ モニタリング　春の3時間SP！（2020年4月2日、TBSテレビ）
- ザワつく!金曜日（2020年8月28日、テレビ朝日）
- 世界の果てまでイッテQ! （2020年10月18日、日本テレビ）
- ザワつく!大晦日（2020年12月31日、テレビ朝日）

### CM
- キーエンス（2011年）

#### 特別番組
- 白A Technodelic Comedy Show +（2011年3月4日、WOWOW）

## 受賞歴
- 2011年「エディンバラ・フェスティバル・フリンジ」にて『Spirit of the Fringe2011』を受賞[4][5]。
- 2015年「London Cabaret Award 2015」の『Best Circus/Speciality Act部門』を受賞[6]。
- 2015年アメリカの国民的オーディション番組「アメリカズ・ゴット・タレント」にてアジア人初のゴールデンブザー受賞[3]
- 2021年　第2回仙台市交流人口ビジネスコンテスト「伊達スペクタクル」が大賞受賞[7][8]
- 2023年　第4回仙台市交流人口ビジネスコンテスト「伊達パーク」が大賞受賞